# كلود باتريك
كلود باتريك (بالإنجليزية: Claude Patrick) (و. 1980 – م) هو فنان قتال مختلط، من كندا، ولد في ميسيساغا.

## روابط خارجية
- كلود باتريك على موقع IMDb (الإنجليزية)
- كلود باتريك على موقع شيردوغ (الإنجليزية)